# Вейн-Темпест-Стюарт, Аластер, 9-й маркиз Лондондерри
Александр Чарльз Роберт «Аластер» Вейн-Темпест-Стюарт, 9-й маркиз Лондондерри (англ. Alexander Charles Robert "Alastair" Vane-Tempest-Stewart, 9th Marquess of Londonderry; 7 сентября 1937 — 20 июня 2012) — британский аристократ и член Палаты лордов.

## Биография
Родился 7 сентября 1937 года. Единственный сын Робина Вейна-Темпеста-стюарта, 8-го маркиза Лондондерри (1902—1955), и его жены Ромейн Комб (? — 1951). Александр Чарльз Роберт Вейн-Темпест-Стюарта был известен как «Аластер». Он учился в Итонском колледже.
Его отец был политиком и был членом Палаты общин Великобритании от графства Даун с 1933 по 1945 год. Его дедом был британский политик Чарльз Вейн-Темпест-Стюарт, 7-й маркиз Лондондерри. У него было две старшие сестры, Джейн (род. 1932) и Аннабел (род. 1934). Его мать умерла от рака полости рта в 1951 году. Его отец стал хроническим алкоголиком и умер от печеночной недостаточности.
17 октября 1955 года после смерти своего отца 18-летний Аластер Вейн-Темпест-Стюарт унаследовал титулы 9-го маркиза Лондондерри, 9-го графа Лондондерри, 7-го виконта Сихэма, 9-го виконта Каслри, 9-го барона Лондондерри, 7-го графа Вейна и 7-го барона Стюарта.
Он отремонтировал фамильное поместье, Виньярд-парк, графство Дарем, который Николаус Певзнер описан как «самый великолепный особняк XIX века в графстве». В июле 1986 года лорд Лондондерри провел незабываемый фестиваль Листа в Виньярд-Парке, который включал три концерта Эрла Уайлда — вероятно, последнего великого живого пианиста, имеющего прямые связи с романтической традицией (в частности, Листа) — и лекции ведущих мировых ученых и преподавателей фортепианного репертуара и исполнения, таких как профессор Брайс Моррисон. Виньярд был продан лордом Лондондерри в 1987 году и в настоящее время принадлежит застройщику, сэру Джону Холлу.
Лорд Лондондерри был известным пианистом и лингвистом-самоучкой. Он был авторитетом по Францу Листу, венгерскому композитору и виртуозу, умел читать по-французски, по-немецки и по-итальянски. Будучи студентом, он руководил джазовым оркестром под названием «Итонская пятерка».

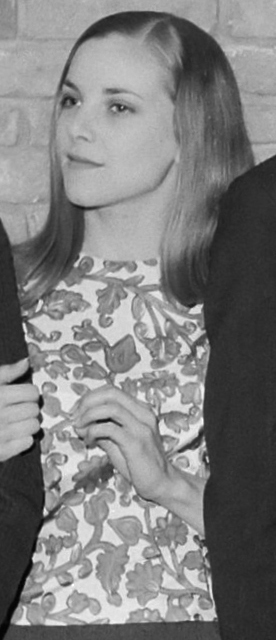
Дорин Патрисия Уэллс (род. 1937), вторая жена 9-го маркиза Лондондерри

16 мая 1958 года лорд Лондондерри женился первым браком на Николетт Элейн Кэтрин Харрисон (1941 — 13 августа 1993), дочери Майкла Харрисона, биржевого маклера, и его жены латвийского происхождения, баронессы Марии Коскулл. Николетта, леди Лондондерри, родила двух дочерей:
- Леди София Фрэнсис Энн Вейн-Темпест-Стюарт (род. 23 февраля 1959), муж с 1987 года Джонатан Марк Пилкингтон, от брака с которым у неё двое детей
- Леди Козима Мэри Габриэлла Вейн-Темпест-Стюарт (род. 25 декабря 1961), 1-й муж с 1982 года Космо Фрай (развод в 1986), 2-й муж с 1990 года лорд Джон Роберт Сомерсет (род. 1964), третий сын Дэвида Сомерсета, 11-го герцога Бофорта. Супруги развелись в 1996 году, в браке было двое детей.

Она также родила сына Тристана Александра (род. 1969), который когда-то был, но больше не именуется виконтом Каслри, поскольку лорд Лондондерри позже доказал, что Тристан был не его биологическим ребёнком, а сыном музыканта Джорджи Фейма (род. 1943). Маркиз и маркиза Лондондерри развелись в 1971 году . Леди Козима позже утверждала, что её биологический отец на самом деле был Робин Дуглас-Хьюм (1932—1968), племянник сэра Алека Дугласа-Хьюма (1903—1995), бывшего премьер-министра Великобритании. Николетт вышла замуж Джорджи Фейма в 1972 году, у них родился в 1973 году ещё один сын, Джеймс. Она покончила с собой 13 августа 1993 года, спрыгнув с Клифтонского подвесного моста. У Аластера также есть внебрачный сын Пол Уокер.
Второй женой лорда Лондондерри была британская балерина Дорин Патрисия Уэллс (род. 25 июня 1937), бывшая главная танцовщица в Королевском балете, на которой он женился 10 марта 1972 года. Они развелись в 1989 году. У них было двое сыновей:
- Фредерик Обри Вейн-Темпест-Стюарт, 10-й маркиз Лондондерри (род. 6 сентября 1972), носивший титул учтивости — виконт Каслри с 1972 по 2012 год, старший сын и преемник отца. Не женат
- Лорд Реджинальд Александр Вейн-Темпест-Стюарт (род. 1977), который женат на Хлои Белинде Гиннесс (род. 29 апреля 1976). У пары есть сын и две дочери[7].

## Смерть
Аластер Вейн-Темпест-Стюарт, 9-й маркиз Лондондерри, скончался 20 июня 2012 года в возрасте 74 лет. Его старший сын, Фредерик Вейн-Темпест-Стюарт, виконт Каслри, унаследовал титул 10-го маркиза.